# بطل مأساوي

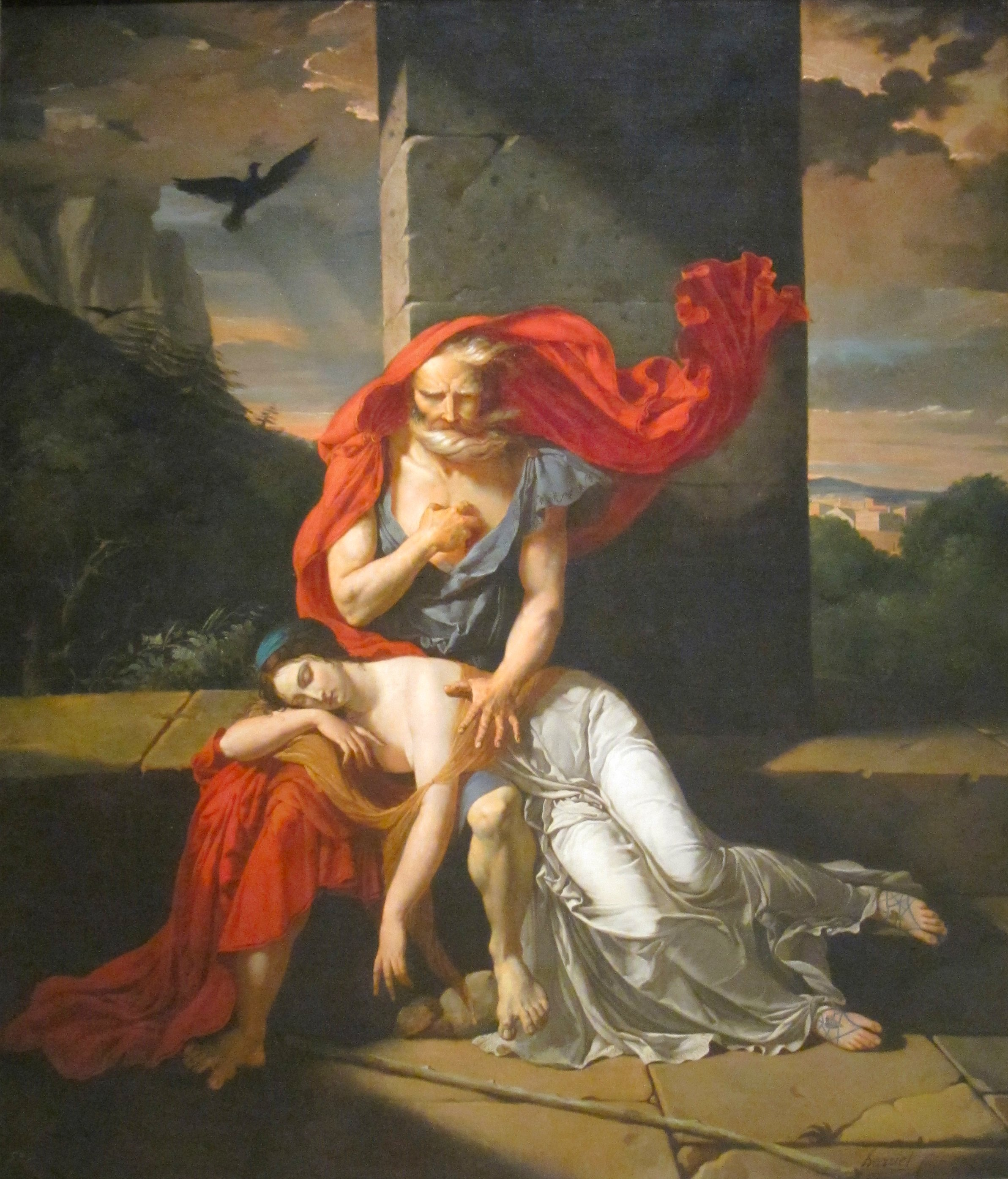

البطل المأساوي التراجيدي (بالإنجليزية: Tragic Hero)‏ شخصية محورية نبيلة لها قدر مأساوي، أو خلل مميت، يقودها في النهاية إلى حتفها. وُجد مفهوم البطل المأساوي في المأساة الإغريقية القديمة، وعرفه أرسطو.

## البطل المأساوي عند أرسطو

### مقومات البطل المأساوي
في كتابه الشعر، يقترح أرسطو أن بطل المأساة يجب أن يثير شعورًا بالشفقة والخوف لدى الجمهور، مشيرًا إلى أن "تغيير الحظ المقدم يجب ألا يكون مشهدًا لرجل فاضل تم إحضاره من الرخاء إلى الشدائد". في جوهر الأمر، لا ينبغي أن ينصب تركيز البطل على فقدان طيبته، فهو يرسي مفهومًا مفاده أن الشفقة هي عاطفة يجب استثارتها عندما تتلقى الشخصية، من خلال أفعالها، سوء حظ غير مستحق، في حين يجب الشعور بعاطفة الخوف. من قبل الجمهور عندما يفكرون في أن مثل هذه المحنة يمكن أن تصيبهم في مواقف مماثلة، يشرح أرسطو أن مثل هذا التغيير في الحظ "لا ينبغي أن يكون من سيئ إلى جيد، ولكن على العكس من ذلك، من الجيد إلى السيئ". مثل هذه المحنة تصيب البطل التراجيدي "ليس عن طريق الرذيلة أو الفساد ولكن عن طريق خطأ ما في الحكم". يشير هذا الخطأ، أو الزلة، إلى خلل في شخصية البطل، أو خطأ ارتكبته الشخصية.
يجب أن يمتاز البطل المأساوي عند أرسطو بأربع مميزات:
1. النبل أو الحكمة (بالولادة)
2. الخط المأساوي، ويرتبط نوعاً ما بالكبرياء الزائد، لكنه يشير إلى فرط في التصرف أو الأخطاء
3. حلول النكبات بسبب خطأ البطل المأساوي.
4. الاكتشاف أو الإدراك بأن النكبات حلت بسبب أفعال البطل